# Spring Hill, Minnesota
Spring Hill är en ort i Stearns County i Minnesota. Vid 2020 års folkräkning hade Spring Hill 68 invånare.